# Acsa
Acsa [ača] (slovensky Jača) je obec v Maďarsku v župě Pest, spadající pod okres Vác. Nachází se asi 27 km východně od Vácu. V roce 2015 zde žilo 1 416 obyvatel, z nichž jsou 83,1 % Maďaři, 10,1 % Romové, 8,6 % Slováci a 0,4 % Němci.
Acsou prochází řeka Galga. Sousedními vesnicemi jsou Csővár, Erdőkürt, Galgaguta a Püspökhatvan.